# Prix du Lys
Le Prix du Lys est une course hippique française de plat de Groupe 3 ouverte aux pur-sangs et hongres de trois ans. Il se tient au mois de mai, sur l'hippodrome de Chantilly sur une distance de 2 400 mètres, et a lieu au mois de mai.

## Histoire
L'événement porte le nom du Lys, une petite forêt près de Chantilly sur la rive gauche de l'Oise. La course a été créée en 1922 et était à l'origine ouverte aux poulains et pouliches, mais pas aux hongres, sur une distance initiale de 2 400 mètres. Le Prix était initialement réservé aux chevaux non inscrits aux prix du Jockey Club ou de Diane.
Le Prix du Lys est annulé en 1940 du fait de la Seconde Guerre Mondiale, mais se tient à nouveau en 1941, à Longchamp. Maintenu à Paris en 1942, le Prix est ensuite couru au Tremblay sur 2 300 mètres en 1943 et 1944, puis de nouveau à Longchamp pendant trois ans par la suite.
L'exclusion des participants aux Prix du Jockey Club et de Diane a pris fin en 1970. La course fut fermée aux pouliches puis ouverte aux hongres en 1986, réservant ainsi l'accès au Prix aux seuls mâles.
Le Prix du Lys s'est disputé sur 2 800 mètres à Saint-Cloud de 1993 à 1996. Les années suivantes, il a été couru sur 2 600 mètres à Maisons-Laffitte (1997-98) puis revint sur sa terre natale, Chantilly, en 1999 et 2000.
La distance d'origine de la course a été restaurée en 2001, mais sur la piste de Longchamp. Revenu à nouveau aux sources, à Chantilly, en 2009, il s'y tint jusqu'en 2016. Le Prix du Lys migre à nouveau en 2017 à Saint-Cloud puis à nouveau à Longchamp depuis 2018 et revient à Chantilly en 2021. 

## Records
Nombre de victoires par Jockey (6 victoires) :
- Roger Poincelet – Djelal (1947), Mistralor (1954), Jithaka (1956), Rugby (1962), Nasram (1963), Steady (1967)
- Freddy Head – Mazarin (1969), Azorello (1973), Ercolano (1977), Fabulous Dancer (1979), Bellman (1981), Iris Noir (1984)

- André Fabre – Iris Noir (1984), Luth Dancer (1987), Northern Spur (1994), Swain (1995), Vertical Speed (1997), Epistolaire (1998), Morozov (2002), Doyen (2003), Desideratum (2005 ), Rail Link (2006), Airmail Special (2007), Claremont (2009), Goldwaki (2010), Kreem (2011), Flintshire (2013)

- Cheikh Mohammed – Swain (1995), Morozov (2002), Doyen (2003), Desideratum (2005), Airmail Special (2007), Claremont (2009)

## Gagnants depuis 1979
| Année | Vainqueur         | Jockey               | Entraîneur             | Propriétaire             | Temps   |
| ----- | ----------------- | -------------------- | ---------------------- | ------------------------ | ------- |
| 2020  | Volkan Star       | William Buick        | Charlie Appleby        | Godolphin                | 2:30.86 |
| 2019  | Quest The Moon    | Cristian Demuro      | Sarah Steinbeg         | Stall Salzburg           | 2:31.27 |
| 2018  | Neufbosc          | Cristian Demuro      | Pia Brandt             | Gerard Augustin-Normand  | 2:32.55 |
| 2017  | Called To The Bar | Mickael Barzalona    | Pia Brandt             | Fair Salinia Ltd         | 2:35.74 |
| 2016  | Spring Master     | Olivier Peslier      | Pascal Bary            | Jean-Louis Bouchard      | 2:33.94 |
| 2015  | Erupt             | Stéphane Pasquier    | Francis-Henri Graffard | Écurie Niárchos          | 2:30.07 |
| 2014  | Guardini          | Christophe Soumillon | Jean-Pierre Carvalho   | Stall Ullmann            | 2:30.45 |
| 2013  | Flintshire        | Maxime Guyon         | André Fabre            | Khalid Abdullah          | 2:28.03 |
| 2012  | Remus de la Tour  | Davy Bonilla         | Keven Borgel           | Barthélémy Vives         | 2:37.27 |
| 2011  | Kreem             | Maxime Guyon         | André Fabre            | Muteb bin Abdullah       | 2:28.71 |
| 2010  | Goldwaki          | Olivier Peslier      | André Fabre            | Wertheimer et Frère      | 2:31.40 |
| 2009  | Claremont         | Maxime Guyon         | André Fabre            | Sheikh Mohammed          | 2:28.62 |
| 2008  | Montmartre        | Christophe Soumillon | Alain de Royer-Dupré   | HH Aga Khan IV           | 2:28.90 |
| 2007  | Airmail Special   | Stéphane Pasquier    | André Fabre            | Sheikh Mohammed          | 2:38.10 |
| 2006  | Rail Link         | Christophe Soumillon | André Fabre            | Khalid Abdullah          | 2:32.20 |
| 2005  | Desideratum       | Christophe Soumillon | André Fabre            | Sheikh Mohammed          | 2:34.00 |
| 2004  | Prospect Park     | Olivier Peslier      | Carlos Laffon-Parias   | Wertheimer et Frère      | 2:29.20 |
| 2003  | Doyen             | Frankie Dettori      | André Fabre            | Sheikh Mohammed          | 2:31.20 |
| 2002  | Morozov           | Olivier Peslier      | André Fabre            | Sheikh Mohammed          | 2:35.20 |
| 2001  | Sharbayan         | Gérald Mossé         | Alain de Royer-Dupré   | HH Aga Khan IV           | 2:31.40 |
| 2000  | Lycitus           | Gérald Mossé         | François Doumen        | John Martin              | 2:48.60 |
| 1999  | Spendent          | Thierry Thulliez     | Pascal Bary            | Khalid Abdullah          | 2:45.60 |
| 1998  | Epistolaire       | Thierry Gillet       | André Fabre            | Edouard de Rothschild    | 2:53.50 |
| 1997  | Vertical Speed    | Thierry Jarnet       | André Fabre            | Daniel Wildenstein       | 2:55.00 |
| 1996  | Cachet Noir       | Frédéric Grenet      | Pascal Bary            | Juan Garcia-Roady        | 3:11.80 |
| 1995  | Swain             | Thierry Jarnet       | André Fabre            | Sheikh Mohammed          | 3:01.20 |
| 1994  | Northern Spur     | Thierry Jarnet       | André Fabre            | Tomohiro Wada            | 3:04.20 |
| 1993  | Epaphos           | Éric Legrix          | Pascal Bary            | Egon Wanke               | 2:59.30 |
| 1992  | Songlines         | Olivier Benoist      | Edouard Bartholomew    | Sir Robin McAlpine       | 2:33.60 |
| 1991  | Strike Oil        | Alain Lequeux        | John Cunnington Jr.    | Lord Weinstock           | 2:33.40 |
| 1990  | Comte du Bourg    | Dominique Bœuf       | Raymond Touflan        | Adolf Bader              | 2:31.20 |
| 1989  | Harvest Time      | Joel Boisnard        | Henri-Alex Pantall     | Paul de Moussac          | 2:33.90 |
| 1988  | Frankly Perfect   | Pat Eddery           | Jonathan Pease         | Bruce McNall             | 2:28.00 |
| 1987  | Luth Dancer       | Pat Eddery           | André Fabre            | Paul de Moussac          |         |
| 1986  | Chercheur d'Or    | Gary W. Moore        | Criquette Head         | Jacques Wertheimer       |         |
| 1985  | Iades             | Cash Asmussen        | François Boutin        | Niccolò Incisa Rocchetta |         |
| 1984  | Iris Noir         | Freddy Head          | André Fabre            | Guy de Rothschild        |         |
| 1983  | Solford           | Pat Eddery           | Vincent O'Brien        | Robert Sangster          |         |
| 1982  | Coquelin          | Cash Asmussen        | François Boutin        | Stavros Niarchos         |         |
| 1981  | Bellman           | Freddy Head          | Criquette Head         | Ecurie Aland             |         |
| 1980  | Lancastrian       | Alain Lequeux        | David Smaga            | Sir Michael Sobell       |         |
| 1979  | Fabulous Dancer   | Freddy Head          | Criquette Head         | Ghislaine Head           | 2:32.70 |

## Gagnants précédents
- 1922: Mazeppa
- 1923: Grand Guignol
- 1924: Scaramouche
- 1925: Chubasco
- 1926: Felton
- 1927: Sachet
- 1928: Bachelier
- 1929: Double Dutch
- 1930: Menthol
- 1931: Triberg
- 1932: Satrap
- 1933: Magnus
- 1934: Verset
- 1935: Will of the Wisp
- 1936: Fantastic
- 1937: Khasnadar
- 1938: Molitor
- 1939: Shrift
- 1940: Pas de course
- 1941: Nepenthe
- 1942:
- 1943: Bambou
- 1944: Orsava
- 1945: Kerlor
- 1946: Eclair
- 1947: Djelal
- 1948: Espace Vital
- 1949: Urfe
- 1950: Alizier
- 1951: Pharas
- 1952: Orfeo
- 1953: Sunny Dream
- 1954: Mistralor
- 1955: Fauchelevent
- 1956: Jithaka
- 1957: Mehdi
- 1958: Upstart
- 1959: Memorandum
- 1960: Tehuelche
- 1961: Le Bois Sacre
- 1962: Rugby
- 1963: Nasram
- 1964: Trade Mark
- 1965:
- 1966: Danseur
- 1967: Steady
- 1968: Vaguely Noble
- 1969: Mazarin
- 1970: High Game
- 1971: Music Man
- 1972: Hair Do
- 1973: Azorello
- 1974: Blue Diamond
- 1975: Corby
- 1976: Exceller
- 1977: Ercolano
- 1978: Nizon